# Tiszalöki Országos Büntetés-végrehajtási Intézet
A Tiszalöki Országos Büntetés-végrehajtási Intézet a Szabolcs-Szatmár-Bereg vármegyei Tiszalök város közelében található. Költségvetési szerv, jogi személy.
Az épület építését kivitelezte a KÉSZ Kft.
PPP konstrukcióban épült, zöldmezős beruházásban. Az ország elsőként átadott „magánbörtöne”.

## Üzemeltetés feladatai
- Energiaszolgáltatás
- Vallásgyakorlás biztosítása
- Élelmezés biztosítása
- Könyvtár üzemeltetési feladatok
- Telefon, informatikai szolgáltatás
- Kutyatelep fenntartása
- Oktatás biztosítása
- stb.

Felügyeleti szerve a Belügyminisztérium, szakfelügyeletet ellátó szerve a Büntetés-végrehajtás Országos Parancsnoksága.

## Adatok
- Létesítési ideje: 2007. június 28.
- Betelepítését 2008 január hónapban kezdték meg.
- Címe: 4450 Tiszalök, Kossuth Lajos út 124.
- Telefon: 06-42/524-900